# Copa da Ucrânia
A Copa da Ucrânia (em ucraniano: Кубок України) é realizada pela Federação de Futebol da Ucrânia e pela UEFA. Os maiores campeões da competição são eles o Dínamo de Kiev e o Shakhtar Donetsk, ambos com 11 títulos. O campeão da Copa da Ucrânia se classifica para os play-offs da Liga Europa.

## História
A primeira Copa foi disputada em 1992, ano seguinte da independência do país. Nos anos 1990, com a superioridade do Dínamo no Campeonato Ucraniano, a equipe do Shakhtar começou a se consolidar através da Copa, dando início a maior rivalidade do país, que ficou mais forte nos anos 2000 com a primeira conquista de um campeonato ucraniano pelo Shakhtar. Na edição 2011–12, o Shakhtar conseguiu finalmente vencer o Metalurh Donetsk em uma partida válida pela Copa da Ucrânia (até então eram dois jogos e duas derrotas), justamente na final, conquistando seu oitavo título na competição.

## Campeões
| Temporada | Campeão             |
| --------- | ------------------- |
| 1992      | Chornomorets Odessa |
| 1992–93   | Dínamo de Kiev      |
| 1993–94   | Chornomorets Odessa |
| 1994–95   | Shakhtar Donetsk    |
| 1995–96   | Dínamo de Kiev      |
| 1996–97   | Shakhtar Donetsk    |
| 1997–98   | Dínamo de Kiev      |
| 1998–99   | Dínamo de Kiev      |
| 1999–00   | Dínamo de Kiev      |
| 2000–01   | Shakhtar Donetsk    |
| 2001–02   | Shakhtar Donetsk    |
| 2002–03   | Dínamo de Kiev      |
| 2003–04   | Shakhtar Donetsk    |
| 2004–05   | Dínamo de Kiev      |
| 2005–06   | Dínamo de Kiev      |
| 2006–07   | Dínamo de Kiev      |
| 2007–08   | Shakhtar Donetsk    |
| 2008–09   | Vorskla Poltava     |
| 2009–10   | Tavriya Simferopol  |
| 2010–11   | Shakhtar Donetsk    |
| 2011–12   | Shakhtar Donetsk    |
| 2012–13   | Shakhtar Donetsk    |
| 2013–14   | Dínamo de Kiev      |
| 2014–15   | Dínamo de Kiev      |
| 2015–16   | Shakhtar Donetsk    |
| 2016–17   | Shakhtar Donetsk    |
| 2017–18   | Shakhtar Donetsk    |
| 2018–19   | Shakhtar Donetsk    |
| 2019–20   | Dínamo de Kiev      |
| 2020–21   | Dínamo de Kiev      |
| 2022–23   | Shakhtar Donetsk    |
| 2023–24   | Shakhtar Donetsk    |
| 2024–25   | Shakhtar Donetsk    |

## Títulos por equipe
| Equipe              | Títulos |
| ------------------- | ------- |
| Shakhtar Donetsk    | 15      |
| Dínamo de Kiev      | 12      |
| Chornomorets Odessa | 2       |
| Tavriya Simferopol  | 1       |
| Vorskla Poltava     | 1       |